# 弗萊辛的奧托

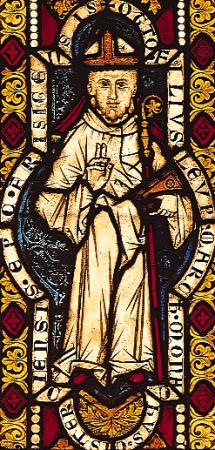
13世紀的彩繪玻璃窗描繪了奧托的形象，位於奧地利的海利根克羅伊茨修道院

弗萊辛的奧托（拉丁語：Otto Frisingensis，约1114年—1158年9月22日）是一位中世紀的德意志教士、編年史家，自1138年起擔任弗萊辛教區主教，稱奧托一世。

## 生平
奧托出生於克洛斯特新堡，為奧地利藩侯利奧波德三世的第五子；母親阿格尼絲是神聖羅馬皇帝亨利四世的女兒，她的前夫是士瓦本公爵、霍亨史陶芬家族的腓特烈一世，德意志國王康拉德三世是他們的子嗣，而著名的神聖羅馬皇帝、「紅鬍子」腓特烈一世則是她的孫子。奧托的姊妹尤蒂特（或稱伊塔）嫁給了蒙菲拉托侯爵威廉五世，使得奧托兼具德意志與倫巴底最強大家族的背景。
奧托現存的生活紀錄相當稀少，時間也相對模糊，只確定他在巴黎學習哲學，他可能是第一位將亞里斯多德哲學引入德意志的學者。他也曾於奧地利擔任教會高級職務。
加入熙篤會後，奧托於1133年說服他的父親在海利根克羅伊茨設置修道院，將文化及釀酒技術帶入維也納地區。1136年，奧托成為熙篤會在勃艮地莫里蒙修道院的院長，兩年後又獲選為弗萊辛的主教；儘管弗萊辛教區、乃至於整個巴伐利亞都陷於霍亨史陶芬家族與與韋爾夫派的爭端中，但新任主教在教會與世俗事務中都取得了一定的進展。
1147年，奧托參加了第二次十字軍東征，他的隊伍在途中即告潰散，但他本人則成功抵達耶路撒冷，最晚在1149年安全返回巴伐利亞。皇帝腓特烈一世相當信任奧托，並透過他來處理巴伐利亞公國的內部糾紛，他也參加了1157年的貝桑松帝國議會。1158年9月22日，奧托在莫里蒙修道院逝世；弗萊辛於1857年豎立了他的雕像。

## 著作
奧托有兩項較著名的史學著作留存：

### 《雙城編年史》

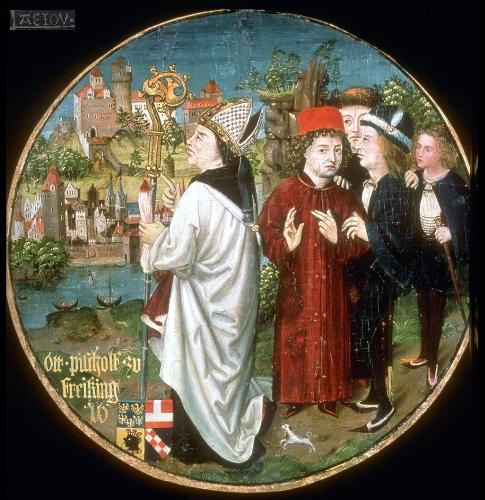
漢斯·帕特（Hans Part）所繪的奧托，約1490年；圖中奧托主教正從伊薩爾河東岸眺望弗萊辛主教座堂。

《雙城編年史》（Chronica de duabus civitatibus）為一套八卷的史學、哲學作品，沿襲了聖奧古斯丁與奧羅西烏斯的體例，約成書於德意志內戰（1143年－1145年）年間。他將耶路撒冷與巴比倫作為天上之國與地上之國的對照，同時收錄了許多同時代的重要事件，記述至1146年。此後至1209年的紀錄則由聖布拉修斯修道院的住持奧托（逝於1223年）接續完成。奧托在編年史中提及了他與賈巴拉主教修伊的會見，後者提及了東方有位信奉聶斯托里派的基督教君王，稱為「祭司王約翰」，並期望這位國王能出兵援助十字軍，這是祭司王約翰的名號首度出現於歐洲文獻。

### 《腓特烈皇帝言行錄》
此書是奧托應腓特烈一世要求而寫，序文即是皇帝給他的信函；《言行錄》（Gesta Friderici imperatoris）一共四卷，前兩卷全由奧托完成，後兩卷部分為他的學生拉厄文協助完成。第一卷由教宗額我略七世與神聖羅馬皇帝亨利四世的爭執開始，直到1152年康拉德三世駕崩結束，但內容並不局限於德意志地區的事務，也提及了克萊沃的伯爾納鐸的講道、對皮埃爾·阿伯拉爾的譴責，以及一些神學、哲學的論述。第二卷由腓特烈一世的選舉開始，介紹了他統治前五年的情況，尤其是在義大利的部分，1156年起由拉厄文接手撰寫。儘管奧托對霍亨史陶芬家族有明顯的偏愛，但他的拉丁文文筆優美、寫作細節完善，這部作品仍被視為當代的史學典範。